# Commessaggio
Commessaggio är en ort och kommun i provinsen Mantua i regionen Lombardiet i Italien. Kommunen hade 1 085 invånare (2018).